# Esporocida
Esporocida ou esporicida é um agente capaz de matar os esporos, sendo assim esterilizantes.